# Eerste Kamerverkiezingen 2023/Kandidatenlijst/CDA
De kandidatenlijst voor de Eerste Kamerverkiezingen van 2023 van de lijst CDA (lijstnummer 3) is na controle door de Kiesraad als volgt vastgesteld:
1. Theo Bovens
2. Greet Prins-Modderaar
3. Hugo Doornhof
4. Janny Bakker
5. Theo Rietkerk
6. Madeleine van Toorenburg
7. Tineke Schokker
8. Joris Steenkamp
9. Aline Pastoor
10. Jonathan Soeharno
11. Huib van Olden
12. Anita Sørensen
13. Max Keulaerds
14. Annelies van Vark
15. Ad van der Helm
16. Job van Meijeren
17. Edwin Visser
18. Sander van Waveren
19. Marlou Absil
20. Susanne de Roy van Zuidewijn - Rive
21. Eiko Smid
22. Anna Schröder
23. Mark van Schaijk
24. Lizzy Doorewaard
25. Bertine van Hooff-Nusselder
26. Martijn de Haas
27. Helma Kip
28. Myrthe Kuiper
29. Henk Jan Ormel
30. Jack de Vries
31. Peter Roelofs
32. Marc Dullaert

FVD · VVD · CDA · GroenLinks · D66 · PvdA · PVV · SP · ChristenUnie · Partij voor de Dieren · 50PLUS · SGP · OPNL · JA21 · BBB · Volt
1980 · 1981 · 1983 · 1986 · 1987 · 1991 · 1995 · 1999 · 2003 · 2011 · 2015 · 2019 · 2023